# Primera División (Chile) 2023
Die Primera División 2023, auch unter dem Namen Campeonato Betsson 2023 bekannt, war die 107. Saison der Primera División, der höchsten Spielklasse im Fußball in Chile. Die Saison begann am 20. Januar und endete am 10. Dezember 2023.
Meister wurde der CD Huachipato, der sich zugleich für die Gruppenphase der Copa Libertadores 2024 qualifizierte. Auch Vizemeister CD Cobresal ist für die Gruppenphase qualifiziert. Der CSD Colo-Colo, Tabellendritter und zugleich Pokalsieger, und der CD Palestino steigen in die zweite Runde der Copa Libertadores ein. Die Teams Coquimbo Unido, Everton, Universidad Católica und Unión La Calera qualifizierten sich für die Copa Sudamericana 2024. 
Abgestiegen sind Curicó Unido und der erst aufgestiegene CD Magallanes.

## Modus
Seit 2017 wird die Meisterschaft wieder in Hin- und Rückrunde unterteilt. Das Meisterschaftsjahr entspricht dem Kalenderjahr. Alle 16 Vereine der Primera División treffen anhand eines vor der Saison festgelegten Spielplans zweimal aufeinander; je einmal im eigenen Stadion und einmal im Stadion des Gegners.
Für die Gruppenphase der Copa Libertadores 2024 qualifizieren sich Meister und Vizemeister. Der Tabellendritte und der Pokalsieger 2023 qualifizieren sich für die zweite Runde der Copa Libertadores. Die Mannschaften auf den Plätzen vier bis sieben nehmen an der Copa Sudamericana 2024 teil.
Die zwei Teams auf den letzten beiden Plätzen steigen in die 2. Liga, die Primera B, ab.

## Teilnehmer
Die Absteiger der Vorsaison Deportes La Serena und Deportes Antofagasta wurden durch CD Magallanes und Play-off-Sieger Deportes Copiapó ersetzt. Folgende Vereine nahmen an der Meisterschaft 2023 teil:
|  | Mannschaft           | Stadt             | Stadion                                 | Kapazität |
|  | -------------------- | ----------------- | --------------------------------------- | --------- |
|  | Audax Italiano       | Santiago de Chile | Estadio Bicentenario de La Florida      | 12.000    |
|  | Cobresal             | El Salvador       | Estadio El Cobre                        | 20.752    |
|  | Colo-Colo            | Santiago de Chile | Estadio Monumental                      | 47.347    |
|  | Coquimbo Unido       | Coquimbo          | Estadio Francisco Sánchez Rumoroso      | 18.000    |
|  | Curicó Unido         | Curicó            | Estadio La Granja                       | 08.278    |
|  | Deportes Copiapó     | Copiapó           | Estadio Luis Valenzuela Hermosilla      | 08.000    |
|  | Everton              | Viña del Mar      | Estadio Sausalito                       | 23.423    |
|  | Huachipato           | Talcahuano        | Estadio Huachipato-CAP Acero            | 10.500    |
|  | O’Higgins            | Rancagua          | Estadio El Teniente                     | 13.849    |
|  | Magallanes           | Santiago de Chile | Estadio Municipal Luis Navarro Avilés   | 03.500    |
|  | Ñublense             | Chillán           | Estadio Nelson Oyarzún                  | 12.000    |
|  | Palestino            | Santiago de Chile | Estadio Municipal de La Cisterna        | 12.000    |
|  | Unión Española       | Santiago de Chile | Estadio Santa Laura                     | 22.000    |
|  | Unión La Calera      | La Calera         | Estadio Municipal Nicolás Chahuán Nazar | 10.000    |
|  | Universidad Católica | Santiago de Chile | Estadio San Carlos de Apoquindo         | 14.000    |
|  | Universidad de Chile | Santiago de Chile | Estadio Nacional de Chile               | 49.000    |

## Tabelle
| Pl.               | Verein               | Sp. | S  | U  | N  | Tore    | Diff. | Punkte |
| ----------------- | -------------------- | --- | -- | -- | -- | ------- | ----- | ------ |
| 1.                | CD Huachipato        | 30  | 17 | 6  | 7  | 048:300 | +18   | 57     |
| 2.                | CD Cobresal          | 30  | 16 | 8  | 6  | 056:390 | +17   | 56     |
| 3.                | CSD Colo-Colo (M)    | 30  | 15 | 9  | 6  | 045:290 | +16   | 54     |
| 4.                | CD Palestino         | 30  | 14 | 7  | 9  | 046:400 | +6    | 49     |
| 5.                | Coquimbo Unido       | 30  | 14 | 5  | 11 | 043:420 | +1    | 47     |
| 6.                | Everton              | 30  | 13 | 6  | 11 | 042:390 | +3    | 45     |
| 7.                | Universidad Católica | 30  | 11 | 9  | 10 | 048:430 | +5    | 42     |
| 8.                | Unión La Calera      | 30  | 10 | 11 | 9  | 042:410 | +1    | 41     |
| 9.                | Universidad de Chile | 30  | 11 | 7  | 12 | 040:420 | −2    | 40     |
| 10.               | Unión Española       | 30  | 10 | 9  | 11 | 040:360 | +4    | 39     |
| 11.               | CD O’Higgins         | 30  | 9  | 8  | 13 | 037:390 | −2    | 35     |
| 12.               | Deportivo Ñublense   | 30  | 9  | 8  | 13 | 033:390 | −6    | 35     |
| 13.               | Audax Italiano       | 30  | 10 | 5  | 15 | 036:430 | −7    | 35     |
| 14.               | Deportes Copiapó (N) | 30  | 8  | 10 | 12 | 032:450 | −13   | 34     |
| 15.               | CD Magallanes (P, N) | 30  | 8  | 5  | 17 | 036:490 | −13   | 29     |
| 16.               | Curicó Unido         | 30  | 6  | 5  | 19 | 030:580 | −28   | 23     |
| Stand: Saisonende |                      |     |    |    |    |         |       |        |

| (M) | Vorjahresmeister     |
| (P) | Vorjahrespokalsieger |
| (N) | Aufsteiger           |

## Beste Torschützen
| Rang | Spieler           | Klub                    | Tore |
| ---- | ----------------- | ----------------------- | ---- |
| 1    | Fernando Zampedri | CD Universidad Católica | 17   |
| 2    | Rodrigo Holgado   | Coquimbo Unido          | 16   |
| 3    | Patricio Rubio    | Deportivo Ñublense      | 15   |
| 4    | Leandro Garate    | Unión Española          | 14   |
| 5    | Alexander Aravena | CD Universidad Católica | 13   |
| 6    | Cris Martínez     | CD Huachipato           | 12   |
|      | Sebastián Sáez    | Everton                 | 12   |
| 8    | Rodrigo Piñeiro   | Unión Española          | 11   |
| 9    | Misael Dávila     | CD Palestino            | 10   |
|      | Leandro Fernández | CF Universidad de Chile | 10   |
|      | Gastón Lezcano    | CD Cobresal             | 10   |
|      | Gonzalo Sosa      | Audax Italiano          | 10   |
|      | Cecilio Waterman  | CD Cobresal             | 10   |